# Philipp Mißfelder

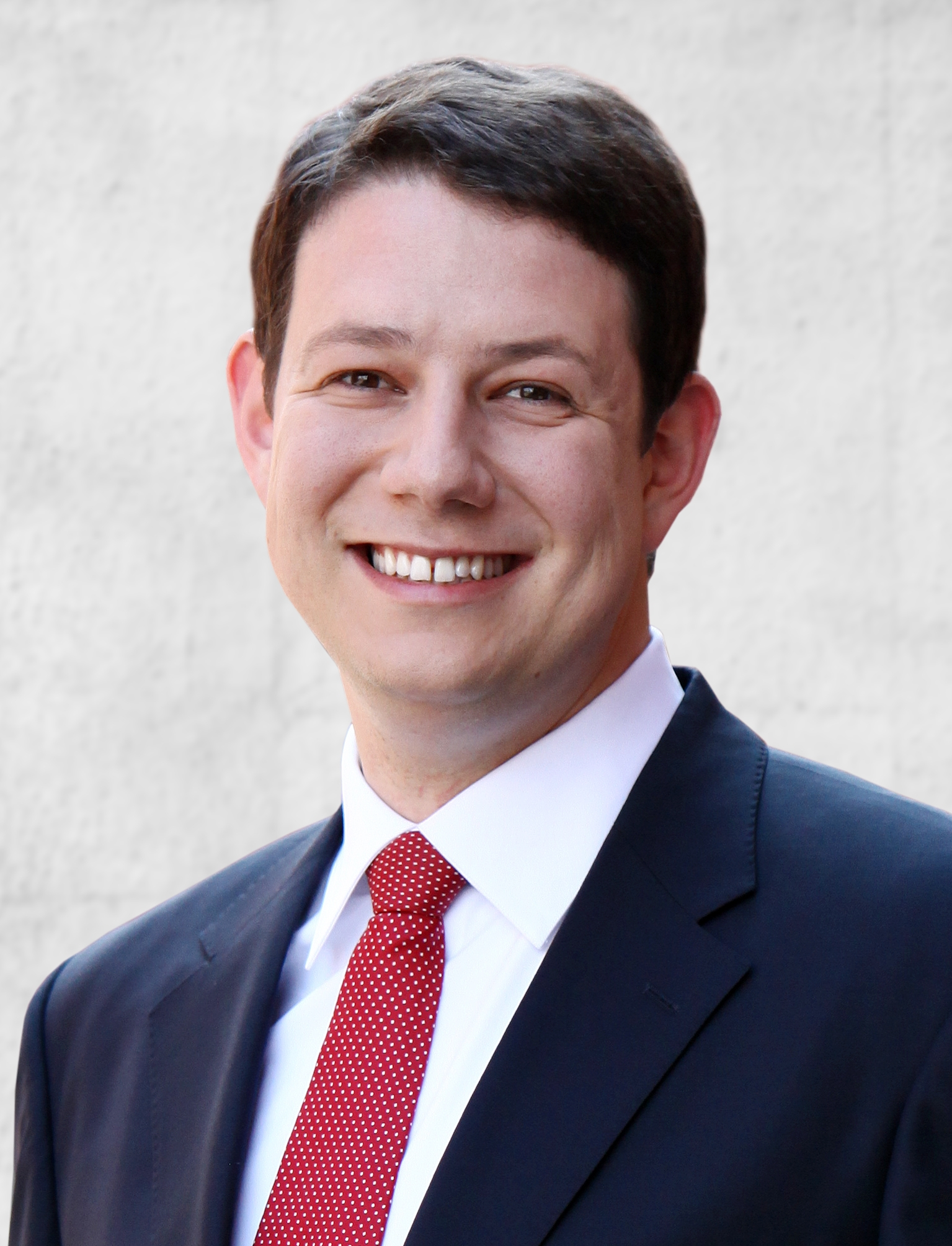
Philipp Mißfelder (2009)

Philipp Mißfelder (* 25. August 1979 in Gelsenkirchen; † 13. Juli 2015 in Dülmen) war ein deutscher Politiker (CDU).
Mißfelder war ab 2005 Mitglied des Deutschen Bundestages und ab 2009 außenpolitischer Sprecher der CDU/CSU-Fraktion. Von 2008 bis 2014 war er Mitglied des Präsidiums der CDU und von Januar 2014 bis zum 1. April 2014 der Koordinator der Bundesregierung für die transatlantische Zusammenarbeit. Von 2002 bis 2014 war Mißfelder Bundesvorsitzender der Jungen Union Deutschlands. Im Rahmen des Deutschlandtags 2015 in Hamburg wurde er von den Delegierten einstimmig postum zum Ehrenvorsitzenden der Jungen Union gewählt.

## Leben

### Ausbildung
Nach dem Abitur 1999 an der Märkischen Schule im Bochumer Stadtteil Wattenscheid leistete Mißfelder zunächst seinen Wehrdienst ab. Im Jahr 2000 begann er ein Studium der Rechtswissenschaft und wechselte 2003 zum Studienfach Geschichte an der Technischen Universität Berlin. Mißfelder schloss im Jahr 2008 sein Geschichtsstudium mit einer Magisterarbeit über den Publizisten Maximilian Harden ab.

### Parteilaufbahn

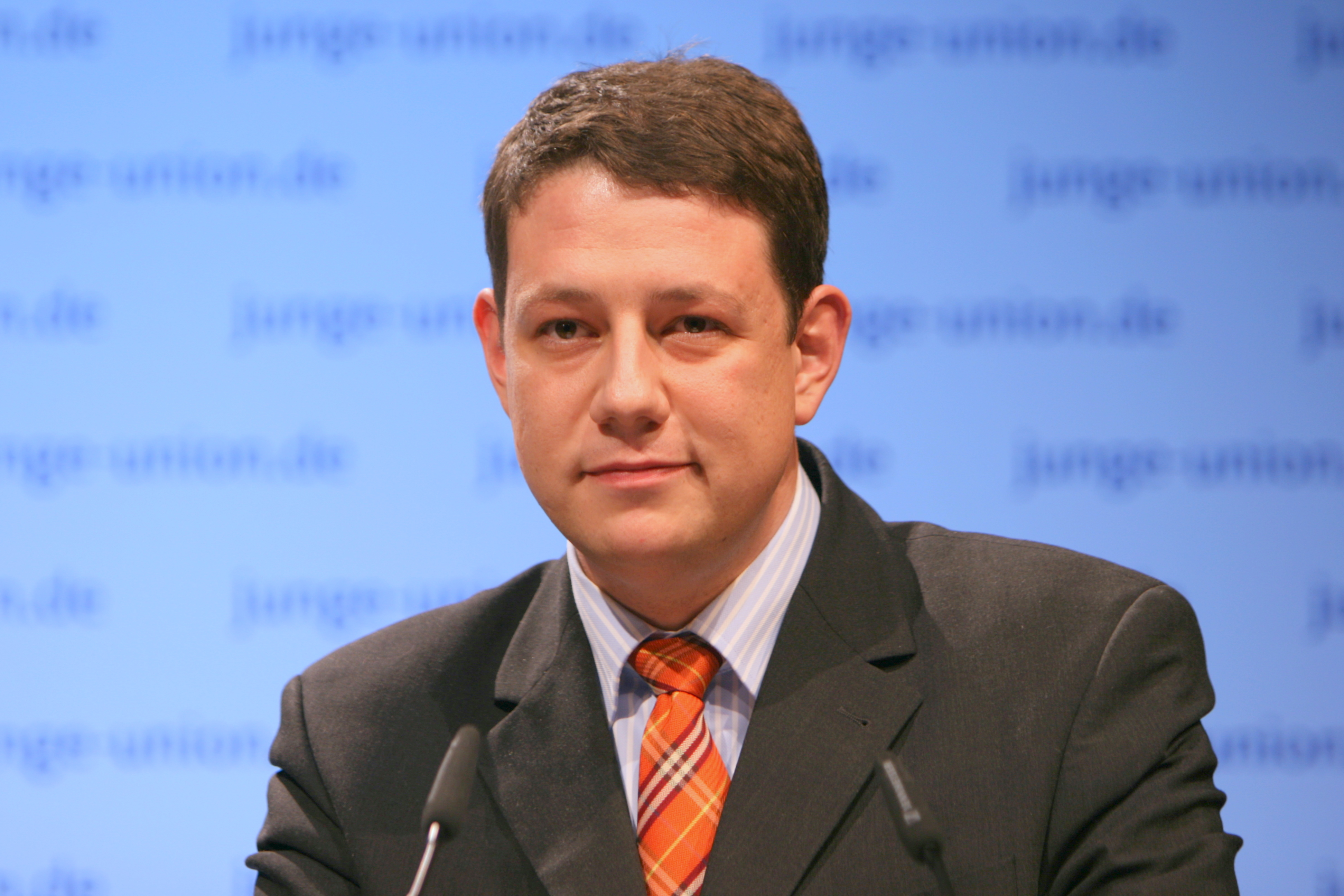
Philipp Mißfelder beim Deutschlandtag 2008 der Jungen Union

Mißfelder trat 1993 in die Junge Union (JU) und 1995 auch in die CDU ein und war von 1998 bis 2000 Bundesvorsitzender der Schüler Union. Er war seit 1998 Mitglied des JU-Bundesvorstandes. Seit 1999 gehörte er dem CDU-Bundesvorstand an. Am 18. Oktober 2002 wurde er zum Bundesvorsitzenden der JU gewählt und zuletzt vom Deutschlandtag 2012 in Rostock mit 86,5 % im Amt bestätigt. Von 2000 bis 2002 war er auch Chefredakteur der JU-Zeitschrift Die Entscheidung.
Seit Anfang 2008 leitete Mißfelder gemeinsam mit dem Vorsitzenden der Senioren-Union Otto Wulff den Arbeitskreis „Zusammenhalt der Generationen“ der CDU, der sich für ein Miteinander von Jung und Alt einsetzt. Im Rahmen des Initiativkreises fanden gemeinsame Wahlkampfauftritte statt. Seit Dezember 2008 war er gewähltes Mitglied im Präsidium, damit war er das jüngste Mitglied dieses Organs. Zuletzt wurde er auf den Parteitagen im November 2010 und Dezember 2012 mit 57,3 bzw. 55,5 % bestätigt. Auf dem Landesparteitag der CDU Nordrhein-Westfalen in Düsseldorf am 26. April 2014 wurde Mißfelder mit 68 % zum Schatzmeister der Landes-CDU gewählt.

### Abgeordnetentätigkeit
Mißfelder wurde nach der Bundestagswahl 2005 Mitglied des Deutschen Bundestages. Bei dieser Bundestagswahl sowie 2009 und 2013 verfehlte er jeweils das Direktmandat im Wahlkreis Recklinghausen I, der als sichere SPD-Hochburg gilt, zog aber über die Landesliste der CDU Nordrhein-Westfalen in den Bundestag ein.
Ab 2009 (17. Wahlperiode) war er außenpolitischer Sprecher der CDU/CSU-Bundestagsfraktion und gehörte dem Auswärtigen Ausschuss des Deutschen Bundestages an. Seit 2013 war er zudem ordentliches Mitglied der Parlamentarischen Versammlung der OSZE und der Parlamentarischen Versammlung des Europarates.
Nach dem Tode Mißfelders rückte Volker Mosblech (1955–2024) am 20. Juli 2015 für diesen in den Deutschen Bundestag nach.

### Nebentätigkeiten
Mißfelder war neben seiner Tätigkeit als Bundestagsabgeordneter ab 2008 als Historiker bei der Verlagsgruppe teNeues beschäftigt und bezog aus dieser Tätigkeit Einkünfte der Stufe 8, was einem Betrag zwischen 100.001 und 150.000 Euro jährlich entspricht. Zu Kritik an seiner Nebentätigkeit sagte Mißfelder: „Das Bundestagsmandat ist auf Zeit und nicht zu verwechseln mit einem Beruf.“

### Koordinator im Auswärtigen Amt
Von Januar bis zum 1. April 2014 war Mißfelder als Nachfolger von Harald Leibrecht im Auswärtigen Amt der Koordinator für die transatlantische Zusammenarbeit.

### Mitgliedschaften, Funktionen
- Seit 2006 Mitglied der Konrad-Adenauer-Stiftung e. V.
- Mitglied der Europa-Union Parlamentariergruppe Deutscher Bundestag[19]
- Stellvertretendes Mitglied des Kuratoriums der Stiftung Haus der Geschichte der Bundesrepublik Deutschland in Bonn[16]
- Mitglied des Parlamentarischen Beirates des Bundesverbands Deutscher Stiftungen e. V.[16]
- Mitglied im Exekutivausschuss des Präsidiums der Deutschen Gesellschaft für Auswärtige Politik e. V., Berlin[16]
- Mitglied im Stiftungsrat der Stiftung Wissenschaft und Politik, Berlin[16]
- bis 2008: Kuratorium des Nah- und Mittelost-Vereins[20]
- seit Februar 2010 Kuratoriumsvorsitzender des Koordinierungsrats deutscher Nicht-Regierungsorganisationen gegen Antisemitismus e. V.[21][22][16]
- Ende Juni 2013 wurde Mißfelder in den Vorstand des Atlantik-Brücke e. V. berufen.[23]
- Anfang April 2014 wurde er in den Vorstand des Deutsch-Turkmenischen Forums gewählt.[20]
- Mitglied im Deutsch-Russischen Forum[20]
- Mitglied der Deutschland-Russland – Die neue Generation e. V.[20]

### Privates
Mißfelder war seit 2006 verheiratet und Vater zweier Töchter. Mit seiner Familie lebte er in Dülmen. Mißfelder gehörte der römisch-katholischen Kirche an. Er starb am 13. Juli 2015 im Alter von 35 Jahren an einer Lungenembolie. Am 18. Juli 2015 wurde er in Dülmen-Buldern beigesetzt.
Seine Eltern bezweifelten die Todesursache und klagten gegen die Universitätsklinik Münster sowie gegen die Ehefrau auf Herausgabe der Krankenakten. Dies geschah nach unbestätigten Informationen auf Initiative des 2017 an gleicher Todesursache verstorbenen Bruders Magnus Mißfelder. Die Klage gegen die Klinik wurde jedoch zurückgezogen.

## Politische Positionen und Kritik

### Innerparteiliche Positionierung
Mißfelder rückte in der parteiinternen Programmdebatte wiederholt das konservative Leitbild der Union in den Mittelpunkt der Diskussion. 2007 war er Mitbegründer der Einstein-Connection, die das Papier „Moderner bürgerlicher Konservatismus – Warum die Union wieder mehr an ihre Wurzeln denken muss“ vorlegte.
Mißfelder stand auch nach dem Rücktritt im März 2011 zu Guttenberg und verwahrte sich gegen Kritik an ihm aus der CDU; es sei „unanständig“, dass man „aus den eigenen Reihen“ bei Guttenberg nachgetreten habe.
Er kritisierte das Vorhaben, das Rederecht für die Abgeordneten mit Minderheitenmeinungen in ihren Fraktionen einzuschränken. Zuvor hatte es Proteste der Fraktionsführungen gegen die Entscheidung von Bundestagspräsident Norbert Lammert gegeben, Abgeordneten in der Debatte um die Euro-Rettungspakete jenseits der Redezeiten der Fraktionen das Wort zu erteilen.

### Innenpolitik
In der Diskussion um die zukünftige Finanzierbarkeit des deutschen Gesundheitssystems fiel Mißfelder 2003 durch einen Vorschlag zur Verbesserung der finanziellen Basis des Gesundheitssystems auf: „Ich halte nichts davon, wenn 85-Jährige noch künstliche Hüftgelenke auf Kosten der Solidargemeinschaft bekommen.“ Früher seien die Leute schließlich auch auf Krücken gelaufen. Mit dieser Äußerung löste Mißfelder heftige gesellschaftliche und politische Diskussionen aus.
Mißfelder äußerte 2003, wegen des demografischen Wandels sei das Renteneintrittsalter von 67 Jahren zu niedrig; ein Eintrittsalter von 70 Jahren sei realistisch.
Wegen der hohen Belastung durch den Gesundheitsfonds für die junge Generation votierte Mißfelder 2008 bei den namentlichen Abstimmungen im Deutschen Bundestag zur Gesundheitsreform mit Nein. Er betonte dabei: „Die Reform ist weder generationengerecht noch für die ältere Generation zumutbar.“
Im Februar 2009 wurde Mißfelder von Sozialverbänden wie dem Sozialverband Deutschland sowie von Gewerkschaften und Parteien, zum Teil auch aus der CDU/CSU, scharf kritisiert, weil er die Anhebung des Hartz-IV-Regelsatzes für Kinder zum 1. Juli 2009 als „Anschub für die Tabak- und Spirituosenindustrie“ bezeichnet hatte. Er erhielt aber auch vereinzelten Zuspruch, beispielsweise von der Deutschen Kinderhilfe. Mißfelder hielt an der Aussage fest.
Mißfelder vertrat eine harte Linie gegen G7-Gegner und verglich 2007 Brandanschläge verübende G7-Gegner mit Terroristen der RAF.

### Außen- und Sicherheitspolitik
Mißfelder sprach sich 2009 klar gegen den Beitritt der Türkei zur Europäischen Union und 2011 für das UN-Mandat in der Libyen-Frage aus, womit er sich vom deutschen Abstimmungsverhalten auf Initiative des Außenministers Guido Westerwelle distanzierte.
2009 schlug er vor, die Wehrpflicht zu einer allgemeinen Dienstpflicht für Männer auszuweiten.
Er kritisierte 2012 Günter Grass in der Auseinandersetzung um dessen die Politik Israels kritisierendes Gedicht Was gesagt werden muss. Das Gedicht sei geschmacklos, unhistorisch und zeuge von Unkenntnis der Situation im Nahen Osten.
Mißfelder war Mitglied im Lenkungsausschuss der Königswinter Conference der Deutsch-Britischen Gesellschaft, im Exekutivausschuss des Präsidiums der Deutschen Gesellschaft für Auswärtige Politik (DGAP) und der Atlantik-Brücke e. V.
Nachdem offengelegt worden war, dass der US-Geheimdienst NSA sich in Deutschland trotz Verschlüsselung Zugriff auf die Daten von und die Kommunikation mit Smartphones verschafft, erklärte Mißfelder: „Es ist kein Thema der Politik. [… sondern] ein Thema zwischen der amerikanischen Regierung, der NSA und den Herstellern, damit haben wir in Deutschland nichts zu tun.“
Mißfelder unterstützte 2013 die Initiative von Außenminister Guido Westerwelle, den Internationalen Strafgerichtshof in Den Haag mit dem Einsatz von chemischen Waffen in Syrien zu befassen; dies sei der durch das Völkerrecht vorgegebene Weg.
Im März 2013 lobte Mißfelder Gerhard Schröder für seine damalige Haltung gegen den Irakkrieg 2003.
Am 28. April 2014 nahm er an einer privaten Geburtstagsfeier Gerhard Schröders in St. Petersburg teil, die der russische Präsident Wladimir Putin und Gazprom ausgerichtet hatten. Zu dieser Zeit befanden sich OSZE-Inspekteure, darunter auch deutsche Bundeswehroffiziere, in der Hand pro-russischer Separatisten in der Ostukraine. Zu Schröders Beziehungen zu Putin und Gazprom hatte Mißfelder im Jahr 2007 noch gesagt: „Dass Gerhard Schröder ausgerechnet jetzt für Gazprom arbeitet, ist ja nur der erste Vorbote dafür, dass die russische Diktatur versuchen wird, immer mehr Einfluss auf Deutschland auszuüben.“ Der Grünen-Politiker Sven Lehmann kritisierte, Mißfelder sei damit „auf dem diplomatischen Parkett der Außenpolitik ausgerutscht“. Auch innerparteilich geriet Mißfelder unter Druck, erhielt aber auch Rückendeckung; CSU-Generalsekretär Andreas Scheuer sagte: „Unsere Jungs leiden bei Wasser und Brot, während Schröder mit Putin Schampus und Kaviar schlürft.“ Gegenüber der Bild-Zeitung erklärte Mißfelder, er habe an der Veranstaltung teilgenommen, weil er Altkanzler Schröder schätze und beide ein gutes Verhältnis zueinander pflegten. Der Frankfurter Allgemeinen Sonntagszeitung (FAS), die Mißfelder zu seiner Reise und dem Treffen mit Putin befragen wollte, verweigerte er die Auskunft und ließ über die Anwaltskanzlei von Peter Gauweiler mit rechtlichen Schritten drohen; von weiteren Nachfragen sei Abstand zu nehmen. Vorsorglich sei vonseiten Mißfelders auch für den Fall gedroht worden, sollte über die Drohungen und Einschüchterungen der Anwälte berichtet werden; laut FAS sei dies „eine ziemlich russische Art mit der Presse umzugehen“. Jan Fleischhauer schrieb dazu: „Eine Privatperson hat keine Auskunftspflicht, bei einem Politiker ist das nicht so einfach. Wer als Abgeordneter nicht mehr ohne juristischen Beistand zu sprechen wagt, kann sein Mandat nur noch eingeschränkt wahrnehmen. Damit stellt sich aber die Frage, warum ihn die Wähler für seine Tätigkeit eigentlich noch bezahlen sollen.“

## Veröffentlichungen
- mit Georg Milde: Money. Alles über Geld von Aktien bis Zinsen. Ravensburger Buchverlag, Ravensburg 2001, ISBN 3-473-35891-6
- (Hrsg.): Wort-Wahl. Politische Begriffe in der Diskussion. Weiss, 2006, ISBN 978-3-923632-03-9
- (Hrsg.): Herausforderung politischer Extremismus. Unsere Demokratie festigen, Engagement stärken. Weiss, Monschau 2009, ISBN 978-3-923632-10-7
- Polit-Talks müssen wieder politischer werden. In: Sascha Michel & Heiko Girnth (Hrsg.): Polit-Talkshows – Bühnen der Macht. Ein Blick hinter die Kulissen. Bouvier, Bonn 2009, ISBN 978-3-416-03280-3, S. 83–85
- (Hrsg.): Zukunft: Familie. Junge Union Deutschlands, Berlin 2010, ISBN 978-3-923632-14-5
- (Hrsg.): Herausforderungen. Annehmen! Deutschland demographiefest machen. Junge Union Deutschlands, Berlin 2011, ISBN 978-3-923632-16-9